# Zuydcoote
Zuydcoote är en kommun i departementet Nord i regionen Hauts-de-France i norra Frankrike. Kommunen ligger i kantonen Dunkerque-Est som tillhör arrondissementet Dunkerque. År 2022 hade Zuydcoote 1 608 invånare.

## Befolkningsutveckling
Antalet invånare i kommunen Zuydcoote
| Referens: INSEE |